# Emanuel Neto
Emanuel Neto, né le 15 mai 1984 à Luanda, en Angola, est un joueur angolais de basket-ball, évoluant au poste de pivot. 